# MechWarrior 3
MechWarrior 3 ist ein Kampfroboter-Simulationsspiel und ein Ego-Shooter sowie der dritte Teil der MechWarrior-Spielereihe. Das Spiel wurde von Zipper Interactive für Windows entwickelt und von MicroProse und Hasbro Interactive im Mai 1999 in den Vereinigten Staaten sowie im Juni 1999 in Deutschland veröffentlicht. Wie für die Reihe üblich, übernehmen die Spielenden in verschiedenen Missionen die Steuerung eines BattleMechs aus der Egoperspektive, um mit diesem auf Zukunfts-Schlachtfeldern gegen feindliche BattleMechs und andere militärische Ziele vorzugehen. Am 5. Dezember 1999 erschien in den Vereinigten Staaten die Erweiterung MechWarrior 3: Pirate’s Moon, die nie in deutscher Sprache veröffentlicht wurde. Beide Teile kamen in den Vereinigten Staaten am 26. März 2002 auch als Gold Edition in den Handel. Vom 31. August bis zum 30. Oktober 2004 wurde von BattleCorps unter dem Titel Trial Under Fire eine Romanadaption von Loren L. Coleman zum Spiel veröffentlicht.

## Handlung
→ Siehe: BatteTech – Die Welt von BattleTech
Im Jahr 3058 verbünden sich die Parteien der Inneren Sphäre, um den Clan Nebelparder zu vernichten. Zwei Jahre später ist dieser weitestgehend zerschlagen. Jedoch formiert sich auf dem Planeten Tranquil der Widerstand der verbliebenen „Parder“-Truppen und so werden zwei Landungsschiffe mit BattleMechs (riesige pilotierte Kampfroboter) dorthin entsandt, um ihn zu brechen. Als nach dem Eintritt in den Orbit von Tranquil eines der beiden Landungsschiffe, die Blackhammer, durch Laserfeuer abgeschossen wird und sich das verbleibende, die Eclipse, deswegen zurückziehen muss, droht die Operation zu scheitern. Anders als ursprünglich geplant, stehen nun nur diejenigen Truppen für den Einsatz zur Verfügung, die sich bereits vor der Zerstörung der Blackhammer im Landeanflug auf den Planeten befanden. Stark in der Unterzahl und zudem über das gesamte Einsatzgebiet verstreut, liegt es an diesen wenigen Piloten, „MechWarrior“ genannt, samt Mechs sowie dem Mobilen Feldstützpunkt die Operation doch noch erfolgreich abzuschließen.

## Spielprinzip
Das Grundprinzip des Spiels besteht darin, mithilfe eines BattleMechs andere BattleMechs und weitere bewegliche feindliche militärische Ziele, aber auch stationäre Waffenstellungen zu bekämpfen. Die BattleMechs können dabei mit verschiedenen Panzerungen, Waffen und Zusatzmodulen ausgerüstet werden. Von den verbauten Komponenten hängen die Leistungsfähigkeit und die möglichen Schadensbilder ab, zu denen Bewegungseinschränkungen, die Zerstörung der Komponenten oder das Absprengen ganzer Roboter-Gliedmaßen zählen können.
Im Laufe der 20 Missionen umfassenden Kampagne stehen dem Spieler bis zu drei verbündete KI-MechKrieger und deren Mechs zur Verfügung, denen verschiedene Befehle erteilt werden können, wie etwa ein Ziel anzugreifen oder zu verteidigen. Waffen, Munition und weitere Ausrüstung sowie auch neue Mechs werden in Missionen erworben oder durch das Plündern von Vorräten und die Bergung von ausgeschalteten feindlichen Mechs erbeutet. Eine Neuheit ist der aus drei Unterstützungsfahrzeugen bestehende Mobile Feldstützpunkt, der das auf 900 Tonnen begrenzte Inventar transportiert und zudem das Reparieren der eigenen Mechs während der Missionen gestattet. Weiterhin kann nun der Überhitzung der Mechs und der damit einhergehenden drohenden Kernschmelze bzw. der vorher automatisch eingeleiteten Not-Abschaltung der Mechs mit einer fest zur Ausstattung gehörenden begrenzten Menge Kühlflüssigkeit entgegengewirkt werden. Neu ist auch, dass die Mechs durch den Aufenthalt in Gewässern heruntergekühlt werden, wodurch sich deren Feuerrate deutlich erhöht.
MechWarrior 3 verwendet gegenüber seinen Vorgängern eine neue 3D-Grafik-Engine. Eine weitere wesentliche Neuerung besteht darin, dass das Zielen auch mit der Maus möglich ist. Das Spiel beinhaltet neben den 20 Missionen der Kampagne mehrere Sofort-Gefechts-Szenarien, in denen auf vier verschiedenen Karten, mit meist frei auswählbaren verbündeten und feindlichen Mechs, beispielsweise feindliche Angriffswellen bekämpft oder eine Basis zerstört oder verteidigt werden muss. Insgesamt stehen 18 verschiedene BattleMechs und 35 verschiedene Waffen zur Verfügung. Mitenthalten ist ein Mehrspielermodus, in dem bis zu acht Teilnehmer im Jeder-gegen-jeden-Modus oder in Teams per TCP/IP oder Modem gegeneinander antreten können. Die deutsche Version des Spiels ist zensiert, wodurch beispielsweise keine Fußsoldaten zertreten werden können.

## MechWarrior 3: Pirate’s Moon
Die Erweiterung MechWarrior 3: Pirate’s Moon erschien am 5. Dezember 1999 in den Vereinigten Staaten. Eine deutschsprachige Version wurde nie veröffentlicht. Sie enthält eine neue Kampagne mit zehn Missionen, zehn Piraten-Missionen, eine Bonus-Mission, neue Nachteinsätze, in denen auch Scheinwerfer verwendet werden können, sechs neue BattleMechs, fünf neue Waffen und neben weiteren Neuerungen eine verbesserte Künstliche Intelligenz der computergesteuerten Mechs, womit ein erhöhter Schwierigkeitsgrad einhergeht. Die Handlung spielt auf dem Planeten Veil, der aufgrund seiner Ressourcen zum Schauplatz einer militärischen Auseinandersetzung wird.